# Thierry Bouüaert
Thierry Bouüaert alias Wilbur Duquesnoy (* 9. Mai 1964 in Uccle) ist ein belgischer Comiczeichner.

## Werdegang
Nach dem Besuch einiger Zeichenkurse begann Thierry Bouüaert mit Illustrationen und ersten Auftragsarbeiten für Spirou. Sein erstes Album entstand in Zusammenarbeit mit Martin Lodewijk für die Serie Edmund Bell. Als ein eigenes Projekt nicht realisiert werden konnte, wandte er sich anderen gestalterischen Möglichkeiten zu. Erst 2004 kehrte er zum Comic zurück und veröffentlichte unter seinem bürgerlichen Namen.

## Werke
- 1993: Edmund Bell
- 2004: Le style Catherine
- 2006: Rebelles
- 2011: La garden party